# Brooklyn (Ohio)
Brooklyn – miasto w Stanach Zjednoczonych, w stanie Ohio.
Liczba mieszkańców w 2000 roku wynosiła 11 586.